# Савина, Лариса Анатольевна
Лариса Анатольевна Савина (род. 25 ноября 1970, Джезказган, Карагандинская область) — советская и российская футболистка, игрок сборной России, мастер спорта. Выступала за команды: ЦСК ВВС, «Энергия», «Энергетик-КМВ», «Лада» и «СКА-Ростов-на-Дону». Старший брат Виталий — олимпийский чемпион 1988 года в лёгкой атлетике в эстафете 4×100 м.

## Спортивная карьера
Первый выход на поле был за команду «Сельхозэнергопроект» (Алма-Ата). В 18 лет пришла в команду «Грация», с которой оставалась до 2001 года — сменив вместе с командой страны (Казахстан, Россия), города (Алма-Ата, Тольятти, Самара) и названия («СКА-Мерей», ЦСК ВВС). С 1992 по 2000 год провела в чемпионатах России за «ЦСК ВВС» 169 матчей и забила 94 гола и 11 голов в розыгрышах кубка России (лучший бомбардир «ЦСК ВВС» в чемпионатах и кубках России). В 2001 году перешла в воронежскую «Энергию». С августа 2002 года переехала в Кисловодск. В сезоне 2003 года стала лучшим бомбардиром клуба «Энергетик-КМВ» — 14 мячей. С 2004 года выступала за тольяттинскую «Ладу», забивала голы в Кубке УЕФА и в финале итальянского женского кубка (2004 — клубу «Торрес»).
За всё время выступлений в чемпионатах России забила 131 гол (один гол был забит снявшейся в 2004 году с чемпионата «Рязани-ТНК»).
Лариса Савина первой в чемпионатах России в высшем дивизионе забила:
- «покер» (4 мяча в одном матче) в матче «ЦСК ВВС» — «Калужанка» (Калуга) — 8:0 (5 августа 1995);
- «пента-трик» (5 мячей в одном матче) в матче «Снежана» (Люберцы) — «ЦСК ВВС» 0:6 (1 июля 1992);
- «дека-трик» (10 мячей в одном матче) в матче «ЦСК ВВС» — «Россия» (Хотьково) 13:1 (4 июля 1993)[9]

## Достижения
| Командные - Чемпионат России по футболу среди женщин - чемпион (4): 1993, 1994, 1996, 2004 - серебряный призёр (6): 1992, 1995, 1997, 1998, 2001, 2005 - бронзовый призёр (2): 1999, 2000 - Кубок России по футболу среди женщин - обладатель (3): 1994, 2001, 2004 - финалист (2): 1995, 1996 - Открытый Кубок Италии - победитель: 2005 - серебряный призёр (2): 2004, 2006 - Кубок чемпионов Содружества - победитель: 1996 | Личные - лучший бомбардир: - чемпионата России (2): 1992, 1993 - ЦСК ВВС — 94 мяча и «Энергетик-КМВ» — 15 мячей - рекорд результативности в официальном матче: 10 мячей — первый и единственный «пента-трик» в высшей лиге - по итогам девяти сезонов входила в список «33 лучших футболисток страны»: 1992, 1993, 1994, 1997, 1999, 2000, 2003, 2004 и 2005 |

## Командная статистика
Клубная
| Выступление        | Выступление      | Выступление      | Лига | Лига | Кубок | Кубок | Еврокубки | Еврокубки | Итого | Итого |
| Клуб               | Лига             | Сезон            | Игры | Голы | Игры  | Голы  | Игры      | Голы      | Игры  | Голы  |
| ------------------ | ---------------- | ---------------- | ---- | ---- | ----- | ----- | --------- | --------- | ----- | ----- |
| СКА-Мерей          | высшая           | 1990             | ?    | 16   | —     | —     | —         | —         | ?     | 16    |
| СКА-Мерей          | высшая           | 1991             | 0    | 0    | 0     | 0     | —         | —         | 0     | 0     |
| СКА-Мерей          | Итого            | Итого            | ?    | 16   | —     | —     | —         | —         | ?     | 16    |
| ЦСК ВВС            | высшая           | 1992             | 28   | 23   | 0     | 0     | —         | —         | 28    | 23    |
| ЦСК ВВС            | высшая           | 1993             | 22   | 19   | 4     | 4     | —         | —         | 26    | 23    |
| ЦСК ВВС            | высшая           | 1994             | 20   | 15   | 3     | 3     | —         | —         | 23    | 18    |
| ЦСК ВВС            | высшая           | 1995             | 22   | 11   | 5     | 3     | —         | —         | 27    | 14    |
| ЦСК ВВС            | высшая           | 1996             | 0    | 0    | 3     | 1     | —         | —         | 3     | 1     |
| ЦСК ВВС            | высшая           | 1997             | 0    | 0    | 0     | 0     | —         | —         | 0     | 0     |
| ЦСК ВВС            | высшая           | 1998             | 0    | 0    | 0     | 0     | —         | —         | 0     | 0     |
| ЦСК ВВС            | высшая           | 1999             | 0    | 0    | 1     | 0     | —         | —         | 1     | 0     |
| ЦСК ВВС            | высшая           | 2000             | 0    | 0    | 0     | 0     | —         | —         | 0     | 0     |
| ЦСК ВВС            | Итого            | Итого            | 169  | 94   | 16    | 11    | —         | —         | 185   | 105   |
| Энергия            | высшая           | 2001             | 10   | 1    | 0     | 0     | —         | —         | 10    | 1     |
| Энергия            | Итого            | Итого            | 10   | 1    | 0     | 0     | —         | —         | 10    | 1     |
| Энергетик-КМВ      | высшая           | 2002             | 1    | 1    | 0     | 0     | —         | —         | 1     | 1     |
| Энергетик-КМВ      | высшая           | 2003             | 14   | 14   | 0     | 0     | —         | —         | 14    | 14    |
| Энергетик-КМВ      | Итого            | Итого            | 15   | 15   | 0     | 0     | —         | —         | 15    | 15    |
| Лада               | высшая           | 2004             | 12   | 7    | 1     | 0     | —         | —         | 13    | 7     |
| Лада               | высшая           | 2005             | 20   | 12   | 0     | 0     | 6         | 3         | 26    | 15    |
| Лада               | высшая           | 2006             | 0    | 0    | 0     | 0     | —         | —         | 0     | 0     |
| Лада               | Итого            | Итого            | 32   | 19   | 1     | 0     | 6         | 3         | 39    | 22    |
| СКА-Ростов-на-Дону | высшая           | 2007             | 4    | 1    | 0     | 0     | —         | —         | 4     | 1     |
| СКА-Ростов-на-Дону | Итого            | Итого            | 4    | 1    | 0     | 0     | —         | —         | 4     | 1     |
| Всего за карьеру   | Всего за карьеру | Всего за карьеру | 231  | 146  | 17    | 11    | 6         | 3         | 254   | 160   |

- не учтен гол матча чемпионата России в ворота «Рязань-ТНК» (04.05.2004 — результат аннулирован, соперник снялся с розыгрыша).

Сборная
Первый матч за сборную России провела 12 сентября 1992 против сборной Нидерландов (1:4).
В составе сборной выступала на чемпионате мира 1999 (3 матча — 1 гол) и чемпионате Европы 1997 (4 матча — 1 гол).
Из 19 забитых за сборную голов — 6 пришлись на ворота сборной Дании.
| №. | Нац.        | Позиция | Игрок | Всего | Всего | Официальные матчи | Официальные матчи | Тренировочные матчи | Тренировочные матчи |
| №. | Нац.        | Позиция | Игрок | Игры  | Голы  | Игры              | Голы              | Игры                | Голы                |
| -- | ----------- | ------- | ----- | ----- | ----- | ----------------- | ----------------- | ------------------- | ------------------- |
|    | Флаг России | Нап     | 1992  | 4     | 1     | 3                 | 0                 | 1                   | 1                   |
|    | Флаг России | Нап     | 1993  | 3     | 2     | 3                 | 2                 | -                   | -                   |
|    | Флаг России | Нап     | 1994  | 15    | 4     | 13                | 3                 | 2                   | 1                   |
|    | Флаг России | Нап     | 1995  | 5     | 2     | 5                 | 2                 | -                   | -                   |
|    | Флаг России | Нап     | 1996  | 1     | 0     | 1                 | 0                 | -                   | -                   |
| 11 | Флаг России | Нап     | 1997  | 6     | 3     | 6                 | 3                 | -                   | -                   |
|    | Флаг России | Нап     | 1998  | 6     | 0     | 6                 | 0                 | -                   | -                   |
| 15 | Флаг России | Нап     | 1999  | 6     | 3     | 6                 | 3                 | -                   | -                   |
|    | Флаг России | Нап     | 2000  | 3     | 3     | 3                 | 3                 | -                   | -                   |
|    | Флаг России | Нап     | 2003  | 1     | 0     | 1                 | 0                 | -                   | -                   |
|    | Флаг России | Нап     | 2004  | 5     | 1     | 4                 | 0                 | 1                   | 1                   |